# هاك (لغة برمجة)
هاك (بالإنجليزية: Hack)‏ هي لغة برمجة لآلة هيب هوب الإفتراضية، أنشأتها شركة فيسبوك كنسخة معدلة من لغة بي إتش بي. اللغة مفتوحة المصدر وخاضعة رخصة إم أي تي. أصدرت اللغة في 20 مارس 2014 .

يسمح هاك للمبرمجين باستخدام كل من الكتابة الديناميكية والكتابة الثابتة، يسمى هذا النوع من أنظمة الكتابة بالكتابة التدريجية، والتي يتم تنفيذها أيضًا في لغات برمجة أخرى مثل أكشن سكربت،  يسمح نظام هاك بتحديد الأنواع لوسيطات الدوال وقيم إرجاع الدوال وخصائص الفئة، ومع ذلك، يتم دائمًا استنتاج أنواع المتغيرات المحلية ولا يمكن تحديدها.

## وصلات خارجية
- الموقع الرسمي